# Llista d'estacions del metro de Londres

## A

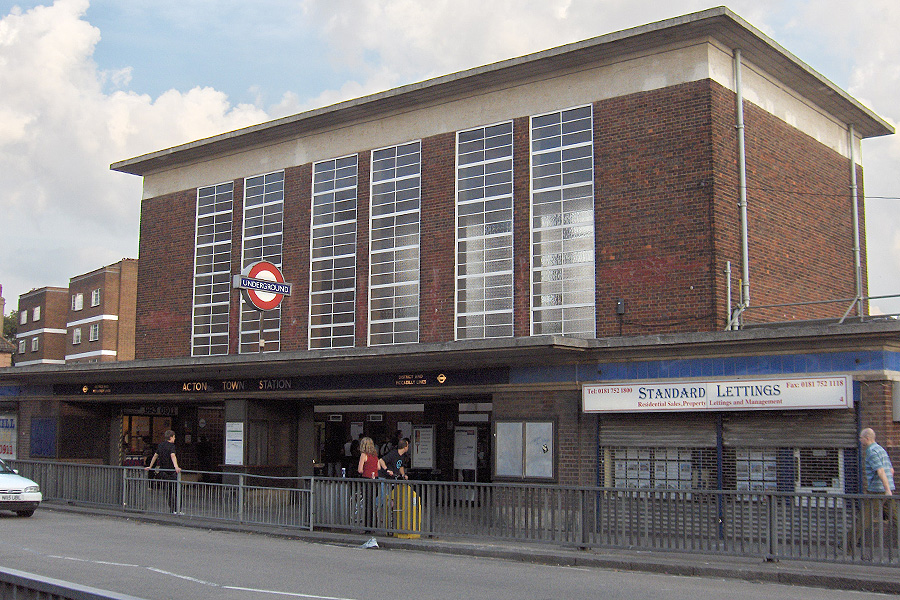
Acton Town, dissenyada per Charles Holden.

| Estació      | Línies                       | Ubicació          | Zona  | Data obertura                            |
| ------------ | ---------------------------- | ----------------- | ----- | ---------------------------------------- |
| Acton Town   | District, Piccadilly         | Ealing            | 3     | 1 de juliol de 1879 20 de febrer de 1910 |
| Aldgate      | Metropolitan, Circle         | Ciutat de Londres | 1     | 18 de novembre de 1876                   |
| Aldgate East | Hammersmith & City, District | Tower Hamlets     | 1     | 6 d'octubre 1884 31 d'octubre 1938[B]    |
| All Saints   | DLR (ramal de Stratford)     | Tower Hamlets     | 2     | 31 d'agost de 1987                       |
| Alperton     | Piccadilly                   | Brent             | 4     | 28 de juny de 1903                       |
| Amersham     | Metropolitan                 | Chiltern          | 9     | 1 de setembre 1892                       |
| Angel        | Northern                     | Islington         | 1     | 17 de novembre de 1901                   |
| Archway      | Northern                     | Islington         | 2 & 3 | 22 de juny de 1907                       |
| Arnos Grove  | Piccadilly                   | Enfield           | 4     | 19 de setembre de 1932                   |
| Arsenal      | Piccadilly                   | Islington         | 2     | 15 de desembre de 1906                   |

## B

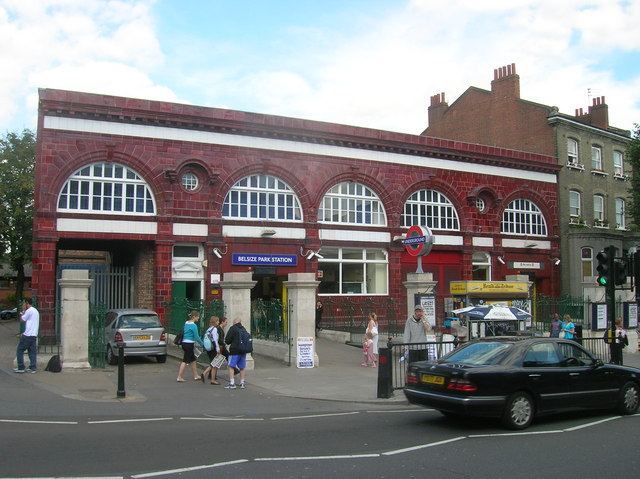
Belsize Park s'inaugurà l'any 1907.

| Estació         | Línies                                                      | Ubicació               | Zona  | Data obertura                               |
| --------------- | ----------------------------------------------------------- | ---------------------- | ----- | ------------------------------------------- |
| Baker Street    | Hammersmith & City, Metropolitan, Bakerloo, Circle, Jubilee | Ciutat de Westminster  | 1     | 10 de gener de 1863                         |
| Balham          | Northern                                                    | Wandsworth             | 3     | 6 de desembre de 1926                       |
| Bank            | Northern, Waterloo & City, Central, DLR (ramal Bank)        | Ciutat de Londres      | 1     | 8 d'agost de 1898, 29 de juliol de 1991     |
| Barbican        | Metropolitan, Circle, Hammersmith & City                    | Ciutat de Londres      | 1     | 23 de desembre de 1865, 1 de març de 1866   |
| Barking         | District, Hammersmith & City                                | Barking and Dagenham   | 4     | 13 de juny de 1854, 2 de juny de 1902       |
| Barkingside     | Central                                                     | Redbridge              | 4     | 1 de maig de 1903, 31 de maig de 1948       |
| Barons Court    | District, Piccadilly                                        | Hammersmith and Fulham | 2     | 9 d'octubre de 1905                         |
| Bayswater       | District, Circle                                            | Ciutat de Westminster  | 1     | 1 d'octubre de 1868                         |
| Beckton         | DLR (ramal Beckton)                                         | Newham                 | 3     | 28 de març de 1994                          |
| Beckton Park    | DLR (ramal Beckton)                                         | Newham                 | 3     | 28 de març de 1994                          |
| Becontree       | District                                                    | Barking and Dagenham   | 5     | 28 de juny de 1926, 18 de juliol de 1932    |
| Belsize Park    | Northern                                                    | Camden                 | 2     | 22 de juny de 1907                          |
| Bermondsey      | Jubilee                                                     | Southwark              | 2     | 17 de setembre de 1999                      |
| Bethnal Green   | Central                                                     | Tower Hamlets          | 2     | 4 de desembre de 1946                       |
| Blackfriars     | District, Circle                                            | Ciutat de Londres      | 1     | 30 de maig de 1870, 10 de maig de 1886      |
| Blackhorse Road | Victoria                                                    | Waltham Forest         | 3     | 19 de juliol de 1894, 1 de setembre de 1968 |
| Blackwall       | DLR (ramal Beckton)                                         | Tower Hamlets          | 2     | 28 de març de 1994                          |
| Bond Street     | Central, Jubilee                                            | Ciutat de Westminster  | 1     | 24 de setembre de 1900                      |
| Borough         | Northern                                                    | Southwark              | 1     | 18 de desembre de 1890                      |
| Boston Manor    | Piccadilly                                                  | Ealing, Hounslow       | 4     | 1 maig de 1884                              |
| Bounds Green    | Piccadilly                                                  | Haringey               | 3 & 4 | 19 de setembre de 1932                      |
| Bow Church      | DLR (ramal Stratford)                                       | Tower Hamlets          | 2     | 31 d'agost de 1987                          |
| Bow Road        | District, Hammersmith & City                                | Tower Hamlets          | 2     | 11 de juny de 1902                          |
| Brent Cross     | Northern                                                    | Barnet                 | 3     | 19 November 1923                            |
| Brixton         | Victoria                                                    | Lambeth                | 2     | 23 de juliol de 1971                        |
| Bromley-by-Bow  | District, Hammersmith & City                                | Tower Hamlets          | 2 & 3 | 31 de març de 1858, 2 de juny de 1902       |
| Buckhurst Hill  | Central                                                     | Epping Forest          | 5     | 22 d'agost de 1856, 21 de novembre de 1948  |
| Burnt Oak       | Northern                                                    | Barnet                 | 4     | 27 d'octubre de 1924                        |

## C

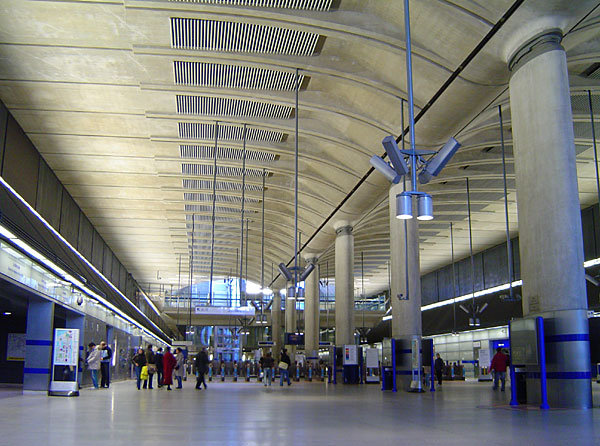
Canary Wharf, estació de la Jubilee Line.

| Estació            | Línies                                              | Ubicació                  | Zona  | Data obertura                                            |
| ------------------ | --------------------------------------------------- | ------------------------- | ----- | -------------------------------------------------------- |
| Caledonian Road    | Piccadilly                                          | Islington                 | 2     | 15 de desembre de 1906                                   |
| Camden Town        | Northern                                            | Camden                    | 2     | 22 de juny de 1907                                       |
| Canada Water       | East London[A], Jubilee                             | Southwark                 | 2     | 17 de setembre de 1999                                   |
| Canary Wharf       | Jubilee                                             | Tower Hamlets             | 2     | 17 de setembre de 1999                                   |
| Canary Wharf DLR   | DLR (ramal Lewisham)                                | Tower Hamlets             | 2     | 1991                                                     |
| Canning Town       | DLR (ramals Beckton & London City Airport), Jubilee | Newham                    | 3     | 14 de juny de 1847 28 de març de 1994 14 de maig de 1999 |
| Cannon Street      | District, Circle                                    | Ciutat de Londres         | 1     | 1 de setembre de 1866 6 d'octubre de 1884                |
| Canons Park        | Jubilee                                             | Harrow                    | 5     | 10 de desembre de 1932                                   |
| Chalfont & Latimer | Metropolitan                                        | Chiltern                  | 8     | 8 de juliol de 1889                                      |
| Chalk Farm         | Northern                                            | Camden                    | 2     | 22 de juny de 1907                                       |
| Chancery Lane      | Central                                             | Ciutat de Londres, Camden | 1     | 30 de juliol de 1900                                     |
| Charing Cross      | Bakerloo, Northern                                  | Ciutat de Westminster     | 1     | 10 de març de 1906                                       |
| Chesham            | Metropolitan                                        | Chiltern                  | 9     | 8 de juliol de 1889                                      |
| Chigwell           | Central                                             | Epping Forest             | 4     | 1 de maig de 1903, 21 de novembre de 1948                |
| Chiswick Park      | District                                            | Ealing                    | 3     | 1 de juliol de 1879                                      |
| Chorleywood        | Metropolitan                                        | Three Rivers              | 7     | 8 de juliol de 1889                                      |
| Clapham Common     | Northern                                            | Lambeth                   | 2     | 3 de juny de 1900                                        |
| Clapham North      | Northern                                            | Lambeth                   | 2     | 3 de juny de 1900                                        |
| Clapham South      | Northern                                            | Wandsworth                | 2 & 3 | 13 de setembre de 1926                                   |
| Cockfosters        | Piccadilly                                          | Enfield                   | 5     | 31 de juliol de 1933                                     |
| Colindale          | Northern                                            | Barnet                    | 4     | 18 d'agost de 1924                                       |
| Colliers Wood      | Northern                                            | Merton                    | 3     | 13 de setembre de 1926                                   |
| Covent Garden      | Piccadilly                                          | Ciutat de Westminster     | 1     | 11 d'abril de 1907                                       |
| Crossharbour       | DLR (ramal Lewisham)                                | Tower Hamlets             | 2     | 31 d'agost de 1987                                       |
| Croxley            | Metropolitan                                        | Three Rivers              | 7     | 2 de novembre de 1925                                    |
| Custom House       | DLR (ramal Beckton)                                 | Newham                    | 3     | 28 de març de 1994                                       |
| Cutty Sark         | DLR (ramal Lewisham)                                | Greenwich                 | 2 & 3 | 3 de desembre de 1999                                    |
| Cyprus             | DLR (ramal Beckton)                                 | Newham                    | 3     | 28 de març de 1994                                       |

## D

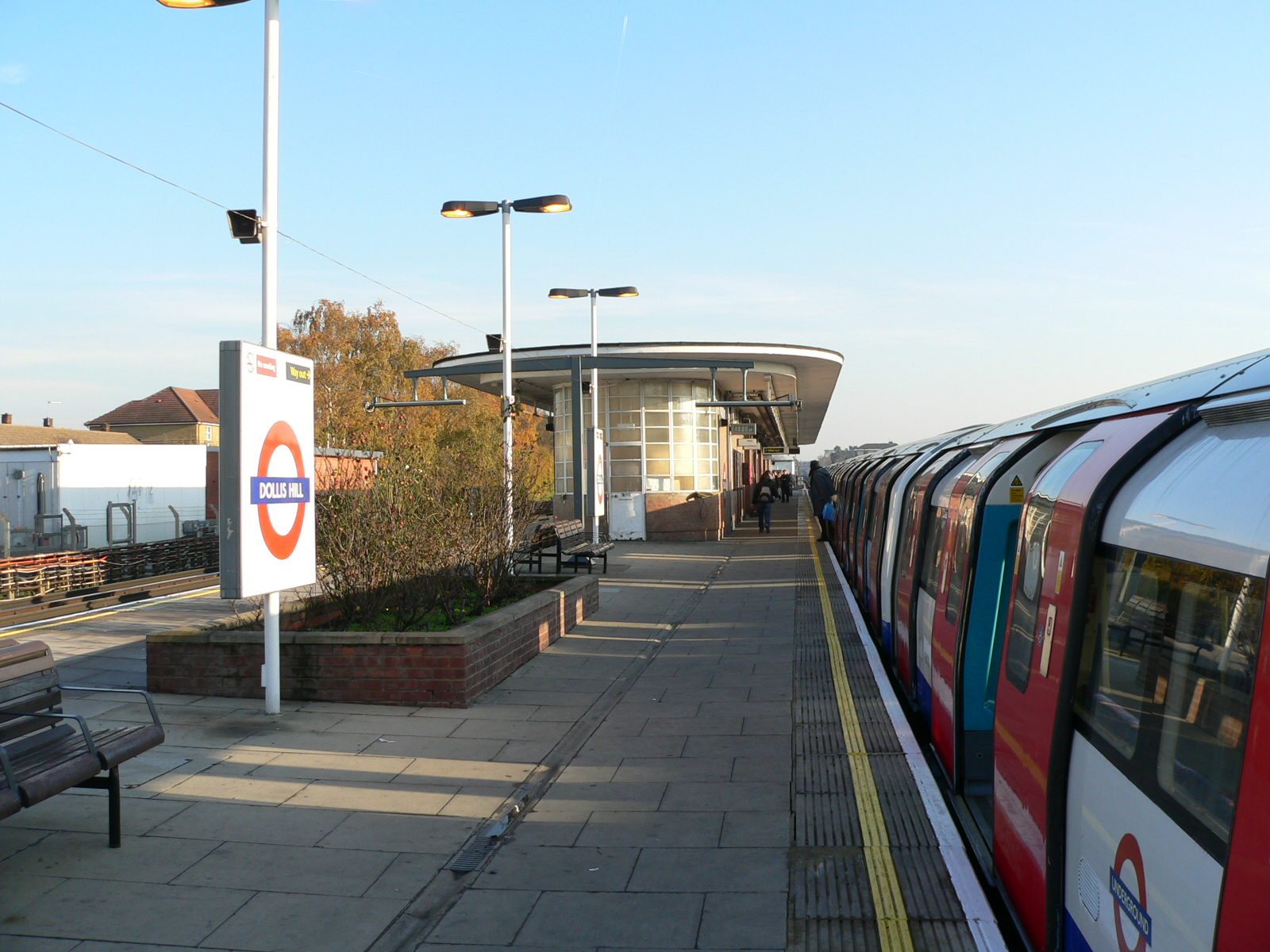
Dollis Hill, estació de Jubilee i Metropolitan i ho fou de Bakerloo (1939-79)

| Estació           | Línies                | Ubicació             | Zona  | Data obertura                              |
| ----------------- | --------------------- | -------------------- | ----- | ------------------------------------------ |
| Dagenham East     | District              | Barking and Dagenham | 5     | 1885, 2 de juny de 1902                    |
| Dagenham Heathway | District              | Barking and Dagenham | 5     | 12 de setembre de 1932                     |
| Debden            | Central               | Epping Forest        | 6     | 24 d'abril de 1865, 25 de setembre de 1949 |
| Deptford Bridge   | DLR (ramal Lewisham)  | Lewisham             | 2 & 3 | 20 de novembre de 1999                     |
| Devons Road       | DLR (ramal Stratford) | Tower Hamlets        | 2     | 31 d'agost de 1987                         |
| Dollis Hill       | Jubilee               | Brent                | 3     | 1 d'octubre de 1909                        |

## E

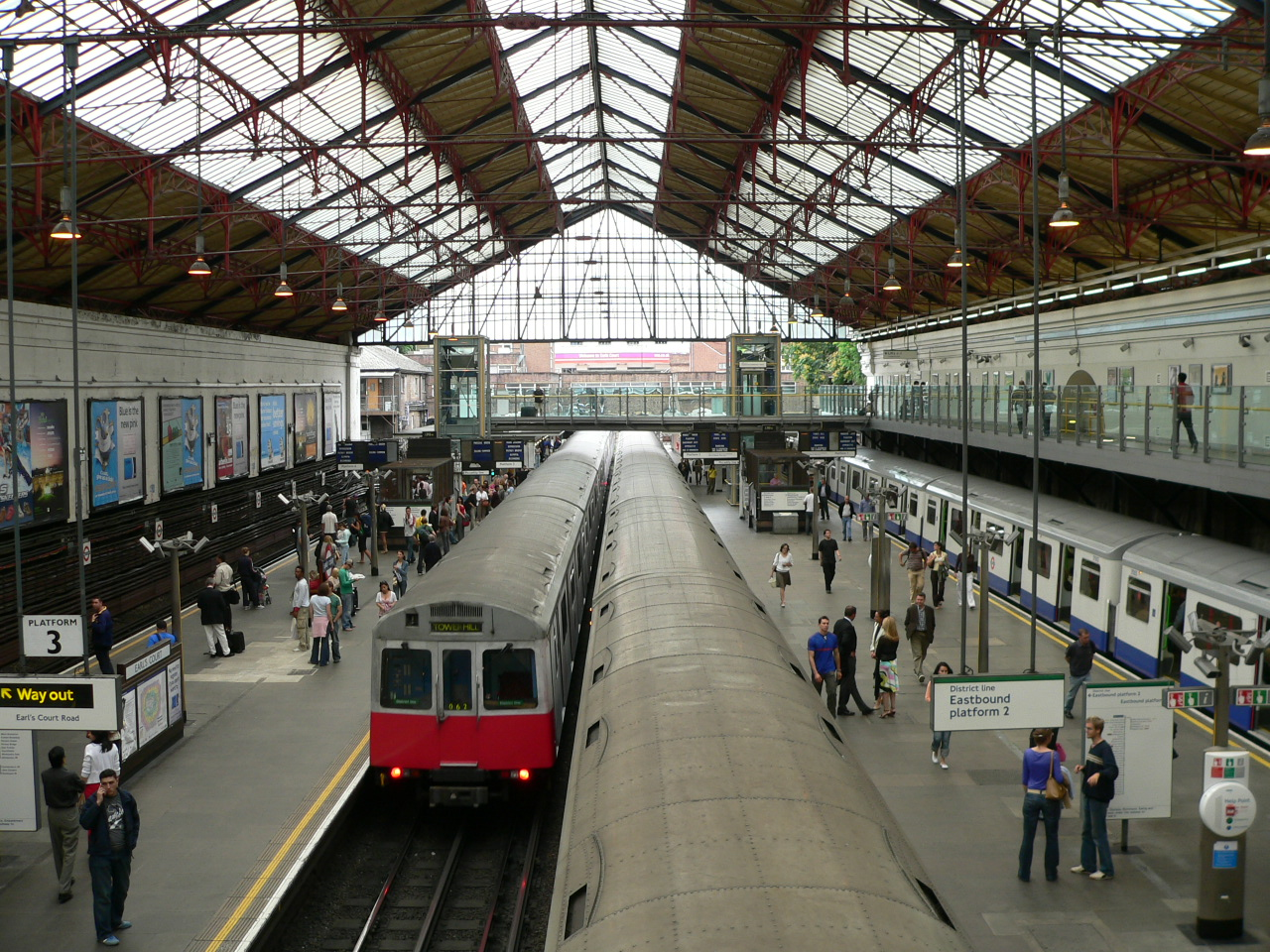
Andanes de Earl's Court.

| Estació           | Línies                                   | Ubicació               | Zona  | Data obertura                                |
| ----------------- | ---------------------------------------- | ---------------------- | ----- | -------------------------------------------- |
| Ealing Broadway   | District, Central                        | Ealing                 | 3     | 1 de desembre de 1838, 1 de juliol de 1879   |
| Ealing Common     | District, Piccadilly                     | Ealing                 | 3     | 1 de juliol de 1879                          |
| Earl's Court      | District, Piccadilly                     | Kensington and Chelsea | 1 & 2 | 31 d'octubre de 1871, 1 de febrer de 1878[B] |
| East Acton        | Central                                  | Hammersmith and Fulham | 2     | 3 d'agost de 1920                            |
| East Finchley     | Northern                                 | Barnet                 | 3     | 22 d'agost de 1867, 3 de juliol de 1939      |
| East Ham          | District, Hammersmith & City             | Newham                 | 3 & 4 | 1858, 1902                                   |
| East India        | DLR (ramal Beckton)                      | Tower Hamlets          | 2 & 3 | 28 de març de 1994                           |
| East Putney       | District                                 | Wandsworth             | 2 & 3 | 3 de juny de 1889                            |
| Eastcote          | Metropolitan, Piccadilly                 | Hillingdon             | 5     | 26 de maig de 1906                           |
| Edgware           | Northern                                 | Barnet                 | 5     | 18 d'agost de 1924                           |
| Edgware Road      | Bakerloo                                 | Ciutat de Westminster  | 1     | 15 de juny de 1907                           |
| Edgware Road      | Hammersmith & City, District, Circle     | Ciutat de Westminster  | 1     | 1 d'octubre de 1863                          |
| Elephant & Castle | Northern, Bakerloo                       | Southwark              | 1 & 2 | 18 de desembre de 1890                       |
| Elm Park          | District                                 | Havering               | 6     | 13 de maig de 1935                           |
| Elverson Road     | DLR (ramal Lewisham)                     | Greenwich              | 2 & 3 | 11 de novembre de 1999                       |
| Embankment        | District, Bakerloo, Northern, Circle     | Ciutat de Westminster  | 1     | 30 de maig de 1870                           |
| Epping            | Central                                  | Epping Forest          | 6     | 24 d'abril de 1865, 25 de setembre de 1949   |
| Euston            | Northern, Victoria                       | Camden                 | 1     | 20 de juliol de 1837, 22 de juny de 1907     |
| Euston Square     | Metropolitan, Circle, Hammersmith & City | Camden                 | 1     | 10 de gener de 1863                          |

## F

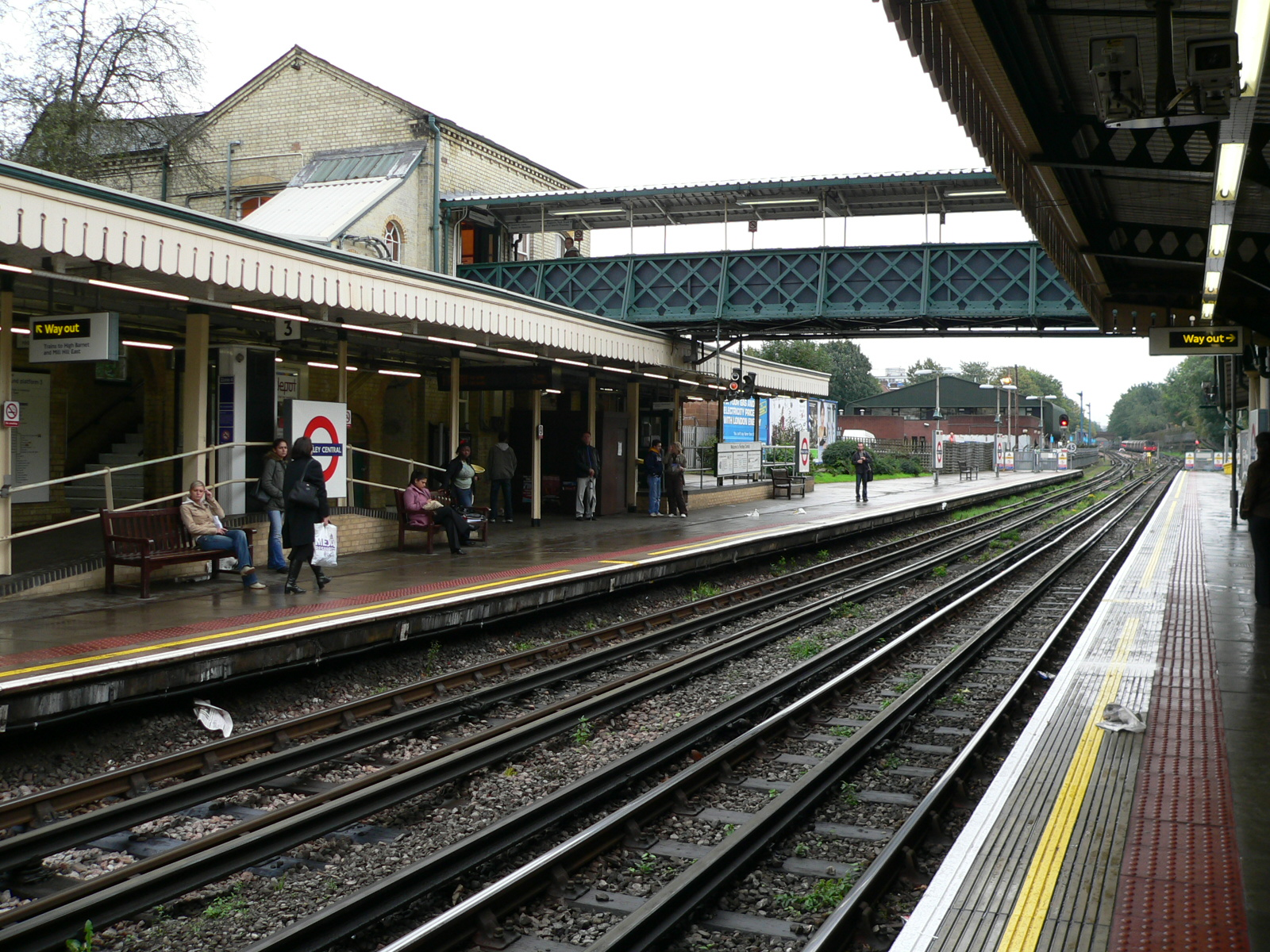
Finchley Central, mirant direcció sud.

| Estació          | Línies                                   | Ubicació               | Zona | Data obertura                          |
| ---------------- | ---------------------------------------- | ---------------------- | ---- | -------------------------------------- |
| Fairlop          | Central                                  | Redbridge              | 4    | 1 de maig de 1903 31 de maig de 1948   |
| Farringdon       | Metropolitan, Circle, Hammersmith & City | Islington              | 1    | 10 de gener de 1863                    |
| Finchley Central | Northern                                 | Barnet                 | 4    | 22 d'agost de 1867, 14 d'abril de 1940 |
| Finchley Road    | Metropolitan, Jubilee                    | Camden                 | 2    | 30 de juny de 1879                     |
| Finsbury Park    | Piccadilly, Victoria                     | Islington              | 2    | 1861, 15 de desembre de 1906           |
| Fulham Broadway  | District                                 | Hammersmith and Fulham | 2    | 1 de març de 1880                      |

## G

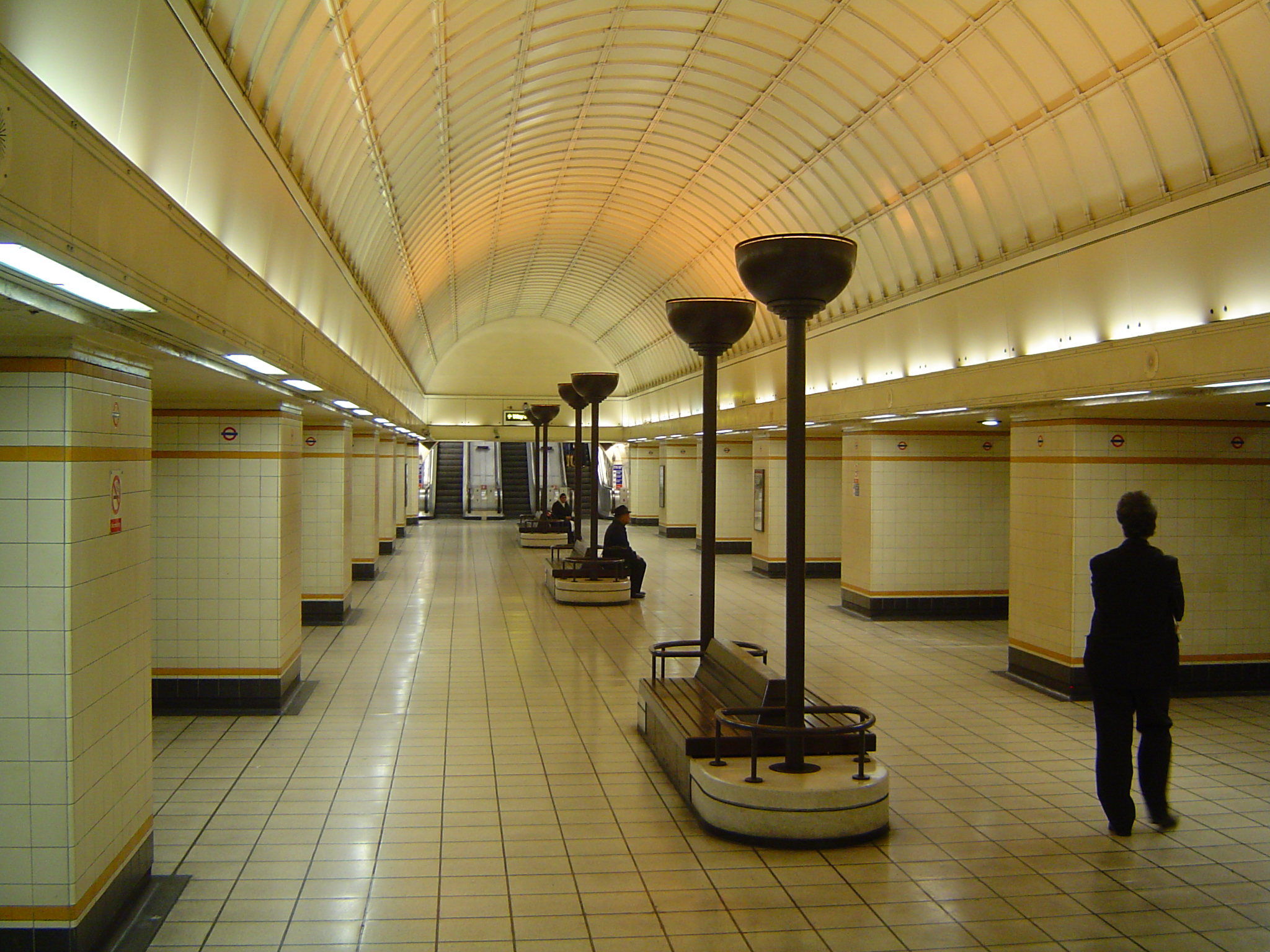
L'arquitectura de Gants Hill copia la del metro de Moscú.

| Estació               | Línies                                   | Ubicació               | Zona  | Data obertura                               |
| --------------------- | ---------------------------------------- | ---------------------- | ----- | ------------------------------------------- |
| Gallions Reach        | DLR (ramal Beckton)                      | Newham                 | 3     | 28 de març de 1994                          |
| Gants Hill            | Central                                  | Redbridge              | 4     | 14 de desembre de 1947                      |
| Gloucester Road       | District, Piccadilly, Circle             | Kensington and Chelsea |       | 1 d'octubre de 1868                         |
| Golders Green         | Northern                                 | Barnet                 | 3     | 22 de juny de 1907                          |
| Goldhawk Road         | Hammersmith & City                       | Hammersmith and Fulham | 2     | 1 d'abril de 1914                           |
| Goodge Street         | Northern                                 | Camden                 | 1     | 22 de juny de 1907                          |
| Grange Hill           | Central                                  | Redbridge              | 4     | 1 de maig de 1903, 21 de novembre de 1948   |
| Great Portland Street | Metropolitan, Circle, Hammersmith & City | Ciutat de Westminster  | 1     | 10 de gener de 1863                         |
| Green Park            | Piccadilly, Victoria, Jubilee            | Ciutat de Westminster  | 1     | 15 de desembre de 1906                      |
| Greenford             | Central                                  | Ealing                 | 4     | 1 d'octubre de 1904, 30 de juny de 1947     |
| Greenwich             | DLR (ramal Lewisham)                     | Greenwich              | 2 & 3 | 8 de febrer de 1836, 11 de novembre de 1999 |
| Gunnersbury           | District                                 | Hounslow               | 3     | 1 de gener de 1869, 1 de juny de 1877       |

## H

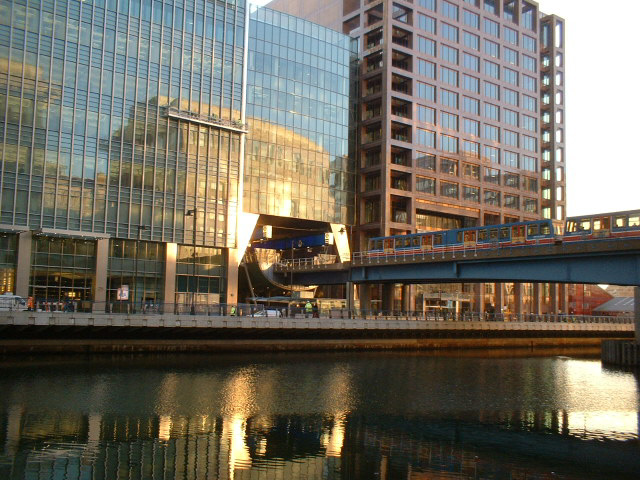
Estació DLR d'Heron Quays.

| Estació                    | Línies                   | Ubicació               | Zona  | Data obertura                             |
| -------------------------- | ------------------------ | ---------------------- | ----- | ----------------------------------------- |
| Hainault                   | Central                  | Redbridge              | 4     | 1 de maig de 1903, 31 de maig de 1948     |
| Hammersmith (D & P)        | District, Piccadilly     | Hammersmith and Fulham | 2     | 9 de setembre de 1874                     |
| Hammersmith (H&C)          | Hammersmith & City       | Hammersmith and Fulham | 2     | 13 de juny de 1864                        |
| HampsteaD                  | Northern                 | Camden                 | 2 & 3 | 22 de juny de 1907                        |
| Hanger Lane                | Central                  | Ealing                 | 3     | 30 June 1947                              |
| Harlesden                  | Bakerloo                 | Brent                  | 3     | 15 de juny de 1912, 16 d'abril de 1917    |
| Harrow & Wealdstone        | Bakerloo                 | Harrow                 | 5     | 20 de juliol de 1837, 16 d'abril de 1917  |
| Harrow-on-the-Hill         | Metropolitan             | Harrow                 | 5     | 2 d'agost de 1880, 15 de març de 1899     |
| Hatton Cross               | Piccadilly               | Hillingdon             | 5 & 6 | 19 de juliol de 1975                      |
| Heathrow Terminals 1, 2, 3 | Piccadilly               | Hillingdon             | 6     | 16 de desembre de 1977                    |
| Heathrow Terminal 4        | Piccadilly               | Hillingdon             | 6     | 12 d'abril de 1986                        |
| Heathrow Terminal 5        | Piccadilly               | Hillingdon             | 6     | 27 de març de 2008                        |
| Hendon Central             | Northern                 | Barnet                 | 3 & 4 | 19 de novembre de 1923                    |
| Heron Quays                | DLR (ramal Lewisham)     | Tower Hamlets          | 2     | 31 d'agost de 1987                        |
| High Barnet                | Northern                 | Barnet                 | 5     | 1 d'abril de 1872, 14 d'abril de 1940     |
| High Street Kensington     | District, Circle         | Kensington and Chelsea | 1     | 1 d'octubre de 1868                       |
| Highbury & Islington       | Victoria                 | Islington              | 2     | 28 de juny de 1904, 1 de setembre de 1968 |
| Highgate                   | Northern                 | Haringey               | 3     | 22 d'agost de 1867, 19 de gener de 1941   |
| Hillingdon                 | Metropolitan, Piccadilly | Hillingdon             | 6     | 4 de juliol de 1904 29 de juny de 1992[B] |
| Holborn                    | Central, Piccadilly      | Camden                 | 1     | 15 de desembre de 1906                    |
| Holland Park               | Central                  | Kensington and Chelsea | 2     | 30 de juliol de 1900                      |
| Holloway Road              | Piccadilly               | Islington              | 2     | 15 de desembre de 1906                    |
| Hornchurch                 | District                 | Havering               | 6     | 1 de maig de 1885, 2 de juny de 1902      |
| Hounslow Central           | Piccadilly               | Hounslow               | 4     | 1 d'abril de 1886                         |
| Hounslow East              | Piccadilly               | Hounslow               | 4     | 1 de maig de 1883                         |
| Hounslow West              | Piccadilly               | Hounslow               | 5     | 21 de juliol de 1884                      |
| Hyde Park Corner           | Piccadilly               | Ciutat de Westminster  | 1     | 15 de desembre de 1906                    |

## I

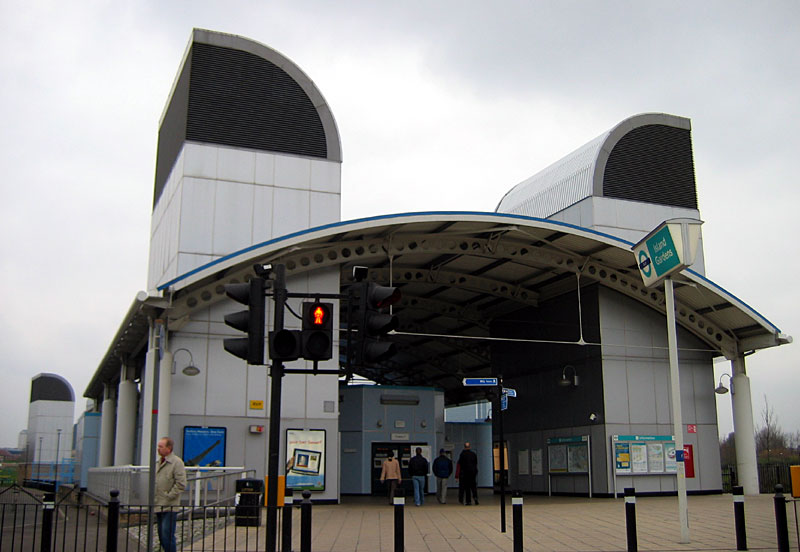
Island Gardens el 2004.

| Estació        | Línies                   | Ubicació      | Zona | Data obertura          |
| -------------- | ------------------------ | ------------- | ---- | ---------------------- |
| Ickenham       | Metropolitan, Piccadilly | Hillingdon    | 6    | 25 de setembre de 1905 |
| Island Gardens | DLR (ramal Lewisham)     | Tower Hamlets | 2    | 31 d'agost de 1987     |

## K

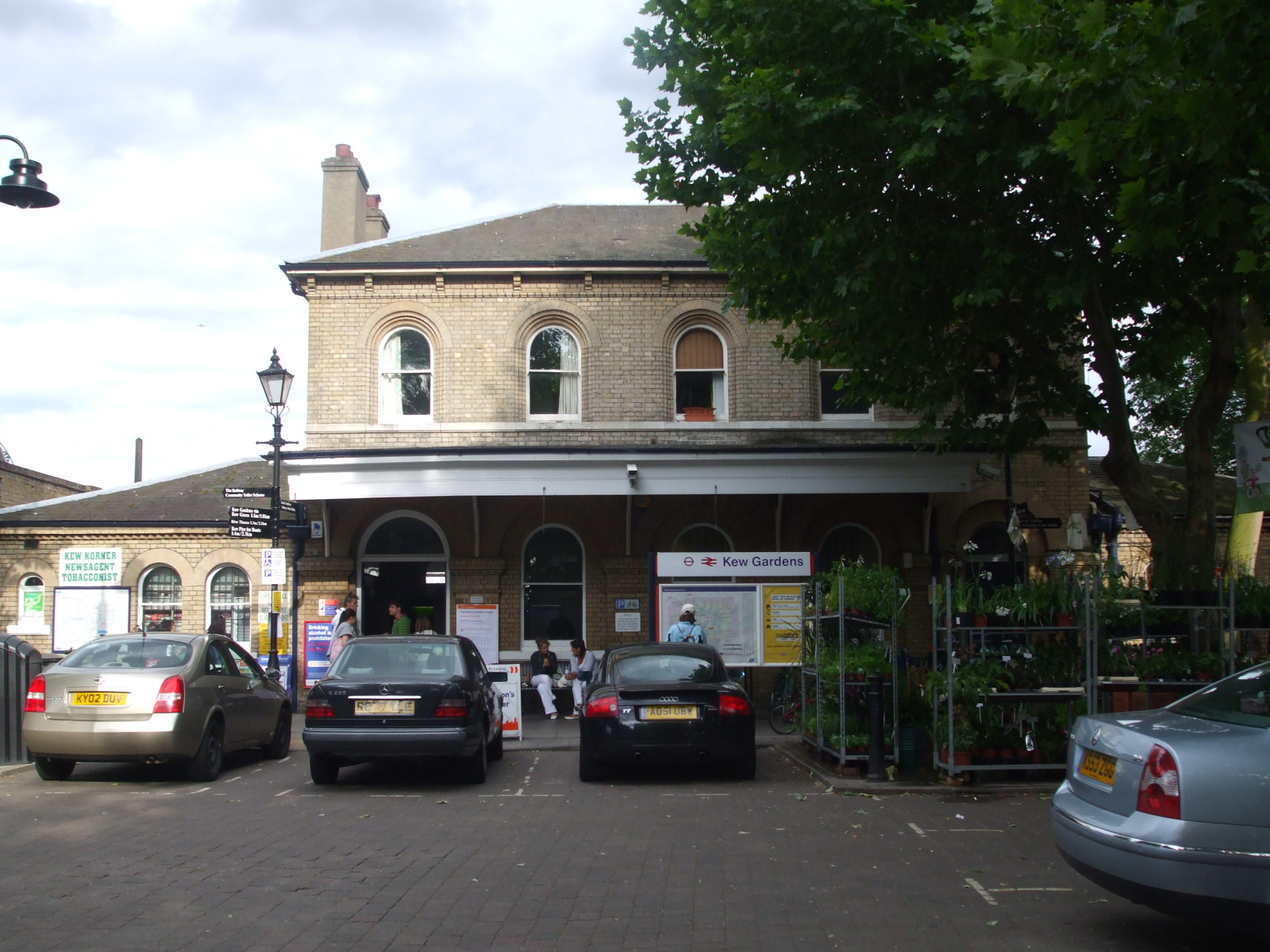
Kew Gardens obrí com a part del Ferrocarril de London & Southwestern l'any 1869.

| Estació                  | Línies                                                                   | Ubicació               | Zona  | Data obertura                          |
| ------------------------ | ------------------------------------------------------------------------ | ---------------------- | ----- | -------------------------------------- |
| Kennington               | Northern                                                                 | Lambeth                | 2     | 18 de desembre de 1890                 |
| Kensal Green             | Bakerloo                                                                 | Brent                  | 2     | 1 d'octubre de 1916                    |
| Kensington (Olympia)     | District                                                                 | Kensington and Chelsea | 2     | 27 de maig de 1844                     |
| Kentish Town             | Northern                                                                 | Camden                 | 2     | 22 de juny de 1907                     |
| Kenton                   | Bakerloo                                                                 | Brent, Harrow          | 4     | 15 de juny de 1912, 16 d'abril de 1917 |
| Kew Gardens              | District                                                                 | Richmond               | 3 & 4 | 1 de juliol de 1869, 1 de juny de 1877 |
| Kilburn                  | Jubilee                                                                  | Brent                  | 2     | 24 de novembre de 1879                 |
| Kilburn Park             | Bakerloo                                                                 | Brent                  | 2     | 31 de gener 1915                       |
| King George V            | DLR (ramal London City Airport)                                          | Newham                 | 3     | 2 de desembre de 2005                  |
| King's Cross St. Pancras | Metropolitan, Northern, Piccadilly, Circle, Victoria, Hammersmith & City | Camden                 | 1     | 10 de gener de 1863                    |
| Kingsbury                | Jubilee                                                                  | Brent                  | 4     | 10 de desembre de 1932                 |
| Knightsbridge            | Piccadilly                                                               | Kensington and Chelsea | 1     | 15 de desembre de 1906                 |

## L

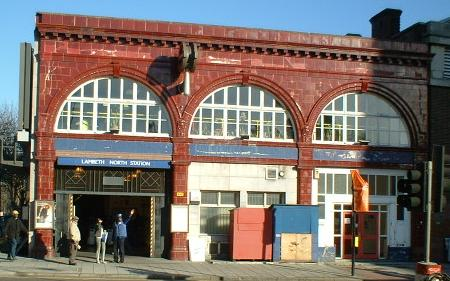
Lambeth North dissenyada per Leslie Green.

| Estació             | Línies                                            | Ubicació               | Zona  | Data obertura                              |
| ------------------- | ------------------------------------------------- | ---------------------- | ----- | ------------------------------------------ |
| Ladbroke Grove      | Hammersmith & City                                | Kensington and Chelsea | 2     | 13 de juny de 1864                         |
| Lambeth North       | Bakerloo                                          | Lambeth                | 1     | 10 de març de 1906                         |
| Lancaster Gate      | Central                                           | Ciutat de Westminster  | 1     | 30 de juliol de 1900                       |
| Langdon Park        | DLR (ramal Stratford)                             | Tower Hamlets          | 2     | 9 de desembre de 2007                      |
| Latimer Road        | Hammersmith & City                                | Kensington and Chelsea | 2     | 16 de desembre de 1868                     |
| Leicester Square    | Piccadilly, Northern                              | Ciutat de Westminster  | 1     | 15 de desembre de 1906                     |
| Lewisham            | DLR (ramal Lewisham)                              | Lewisham               | 2 & 3 | 1857, 11 de novembre de 1999               |
| Leyton              | Central                                           | Waltham Forest         | 3     | 22 d'agost de 1856, 5 de maig de 1947      |
| Leytonstone         | Central                                           | Waltham Forest         | 3 & 4 | 22 d'agost de 1856, 5 de maig de 1947      |
| Limehouse           | DLR (ramal Bank)                                  | Tower Hamlets          | 2     | 1841, 31 d'agost de 1987                   |
| Liverpool Street    | Metropolitan, Central, Circle, Hammersmith & City | Ciutat de Londres      | 1     | 2 de febrer de 1874, 12 de juliol de 1875  |
| London Bridge       | Northern, Jubilee                                 | Southwark              | 1     | 1836, 25 de febrer de 1900                 |
| London City Airport | DLR (ramal London City Airport)                   | Newham                 | 3     | 2 de desembre de 2005                      |
| Loughton            | Central                                           | Epping Forest          | 6     | 22 d'agost de 1856, 21 de novembre de 1948 |

## M

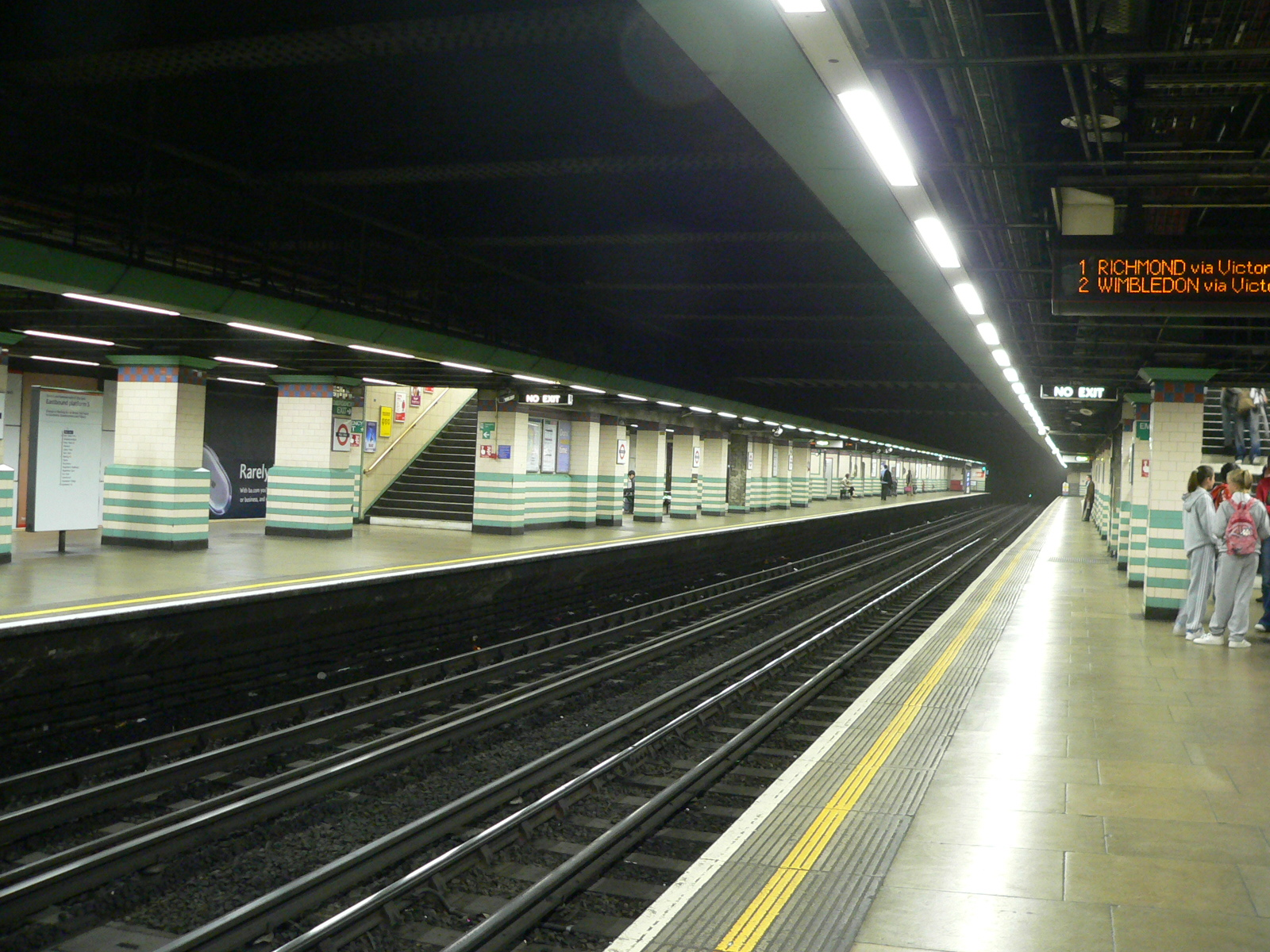
Mile End és l'única que té una plataforma a mateix nivell entre línies poc i molt profundes.

| Estació             | Línies                                             | Ubicació              | Zona  | Data obertura                                 |
| ------------------- | -------------------------------------------------- | --------------------- | ----- | --------------------------------------------- |
| Maida Vale          | Bakerloo                                           | Ciutat de Westminster | 2     | 6 de juny de 1915                             |
| Manor House         | Piccadilly                                         | Hackney, Haringey     | 2 & 3 | 19 de setembre de 1932                        |
| Mansion House       | District, Circle                                   | Ciutat de Londres     | 1     | 3 de juliol de 1871                           |
| Marble Arch         | Central                                            | Ciutat de Westminster | 1     | 30 de juliol de 1900                          |
| Marylebone          | Bakerloo                                           | Ciutat de Westminster | 1     | 1899, 27 de març de 1907                      |
| Mile End            | District, Hammersmith & City, Central              | Tower Hamlets         | 2     | 2 de juny de 1902                             |
| Mill Hill East      | Northern                                           | Barnet                | 4     | 22 d'agost de 1867, 18 de maig de 1941        |
| Monument            | District, Circle                                   | Ciutat de Londres     | 1     | 6 d'octubre de 1884                           |
| Moor Park           | Metropolitan                                       | Three Rivers          | 6 & 7 | 9 de maig de 1910                             |
| Moorgate            | Metropolitan, Northern, Circle, Hammersmith & City | Ciutat de Londres     | 1     | 23 de desembre de 1865, 1 de juliol de 1866   |
| Morden              | Northern                                           | Merton                | 4     | 13 de setembre de 1926                        |
| Mornington Crescent | Northern                                           | Camden                | 2     | 22 de juny de 1907                            |
| Mudchute            | DLR (ramal Lewisham)                               | Tower Hamlets         | 2     | 31 d'agost de 1987, 20 de novembre de 1999[B] |

## N

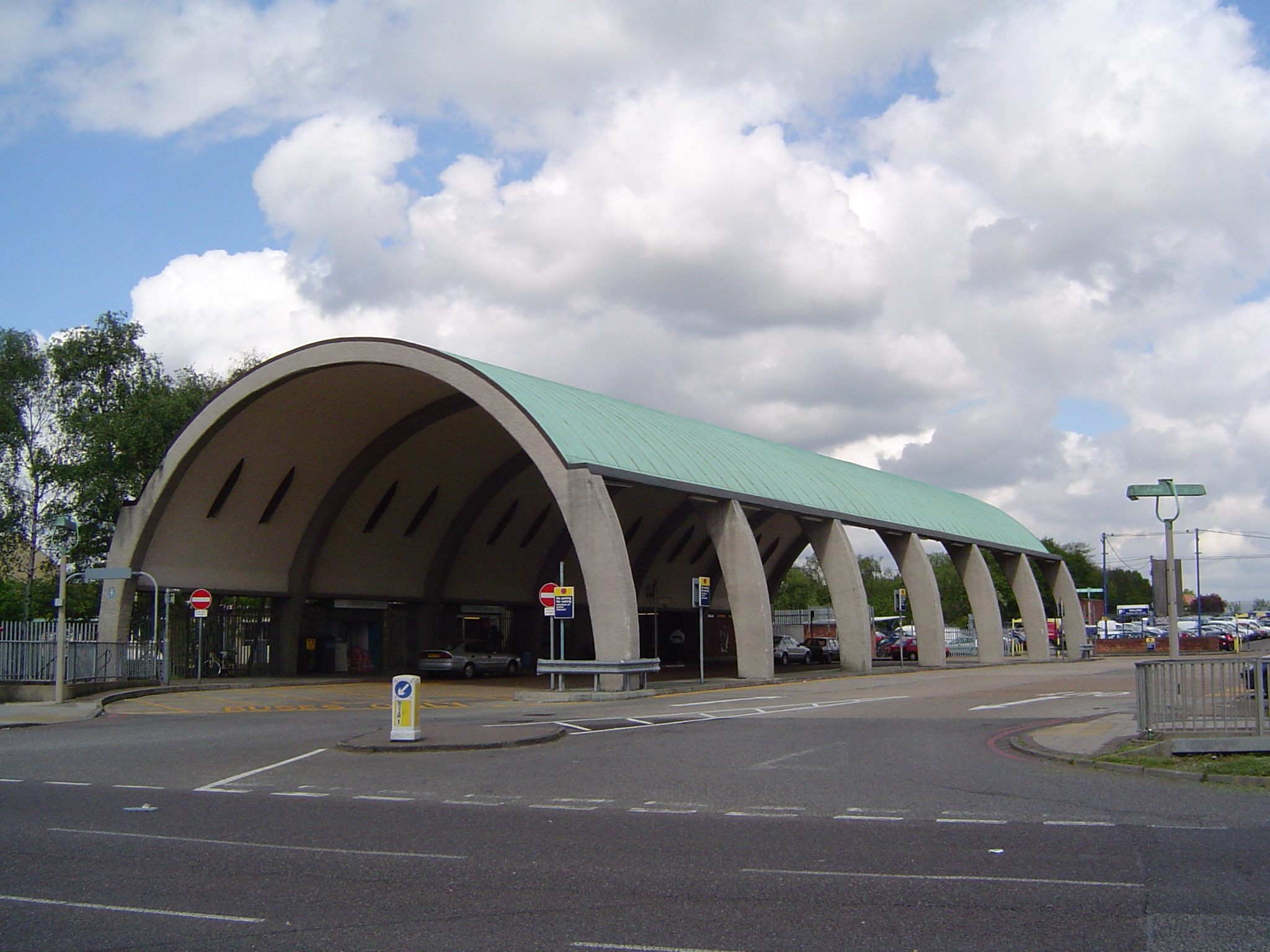
Newbury Park dissenyada per Oliver Hill.

| Estació           | Línies                    | Ubicació               | Zona  | Data obertura                             |
| ----------------- | ------------------------- | ---------------------- | ----- | ----------------------------------------- |
| Neasden           | Jubilee                   | Brent                  | 3     | 2 d'agost de 1880                         |
| New Cross         | East London[A]            | Lewisham               | 2     | Octubre de 1850, 1 d'octubre de 1884      |
| New Cross Gate    | East London[A]            | Lewisham               | 2     | 5 de juny de 1839, 1 d'octubre de 1884    |
| Newbury Park      | Central                   | Redbridge              | 4     | 1 de maig de 1903, 14 de desembre de 1947 |
| North Acton       | Central                   | Ealing                 | 2 & 3 | 5 de novembre de 1923                     |
| North Ealing      | Piccadilly                | Ealing                 | 3     | 23 de juny de 1903                        |
| North Greenwich   | Jubilee                   | Greenwich              | 2 & 3 | 14 de maig de 1999                        |
| North Harrow      | Metropolitan              | Harrow                 | 5     | 22 de març de 1915                        |
| North Wembley     | Bakerloo                  | Brent                  | 4     | 15 de juny de 1912, 16 d'abril de 1917    |
| Northfields       | Piccadilly                | Ealing                 | 3     | 16 d'abril de 1908 19 de maig de 1932[B]  |
| Northolt          | Central                   | Ealing                 | 5     | 21 de novembre de 1948                    |
| Northwick Park    | Metropolitan              | Brent                  | 4     | 28 de juny de 1923                        |
| Northwood         | Metropolitan              | Hillingdon             | 6     | 1 de setembre de 1887                     |
| Northwood Hills   | Metropolitan              | Hillingdon             | 6     | 13 de novembre de 1933                    |
| Notting Hill Gate | District, Central, Circle | Kensington and Chelsea | 1 & 2 | 1 d'octubre de 1868                       |

## O

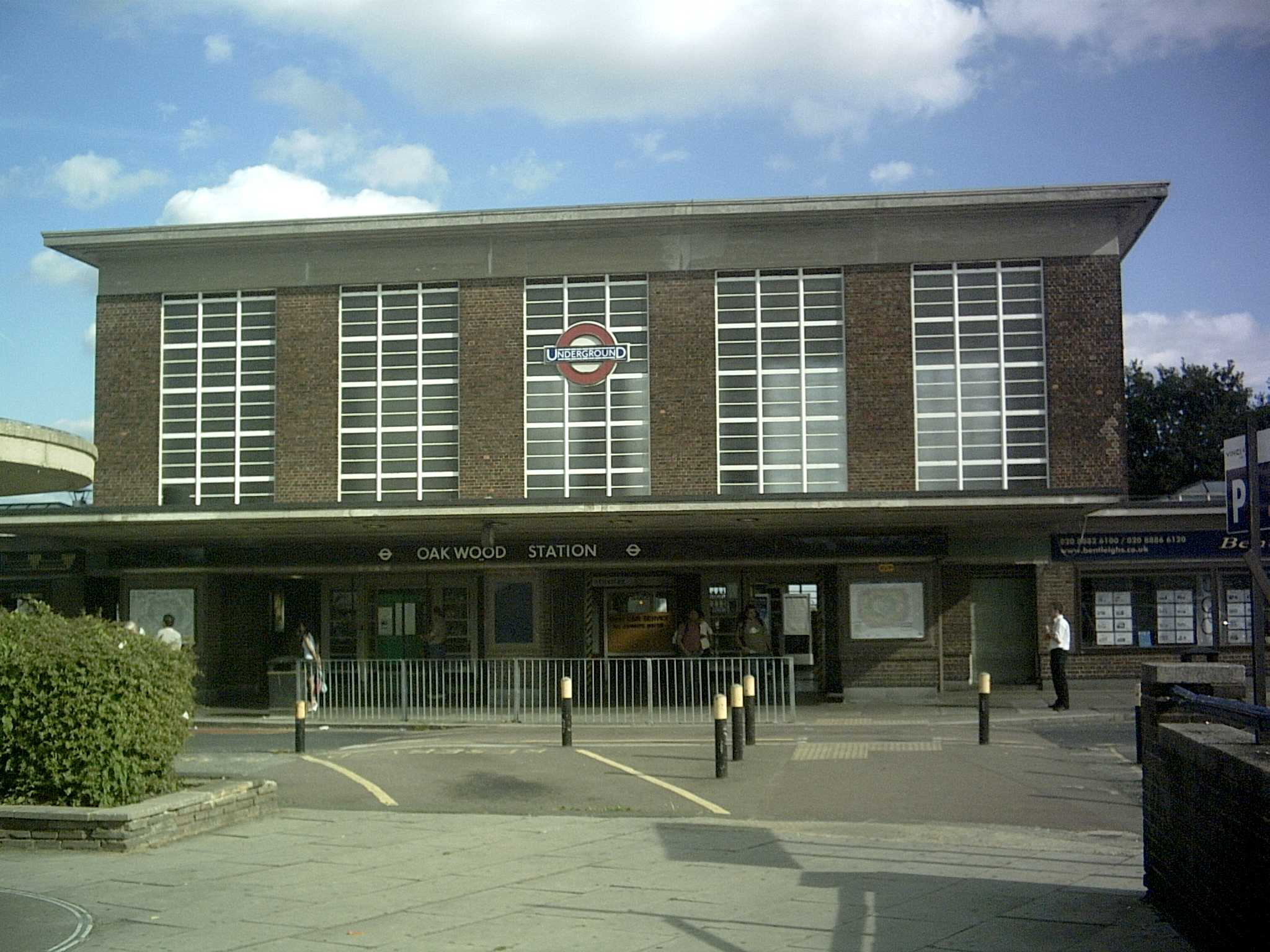
Oakwood, al final nord de Piccadilly Line.

| Estació       | Línies                      | Ubicació              | Zona | Data obertura                                |
| ------------- | --------------------------- | --------------------- | ---- | -------------------------------------------- |
| Oakwood       | Piccadilly                  | Enfield               | 5    | 13 de març 1933                              |
| Old Street    | Northern                    | Islington, Hackney    | 1    | 17 de novembre de 1901, 14 de febrer de 1904 |
| Osterley      | Piccadilly                  | Hounslow              | 4    | 1 de maig de 1883 25 de març de 1934[B]      |
| Oval          | Northern                    | Lambeth               | 2    | 18 de desembre de 1890                       |
| Oxford Circus | Central, Bakerloo, Victoria | Ciutat de Westminster | 1    | 30 de juliol de 1900                         |

## P

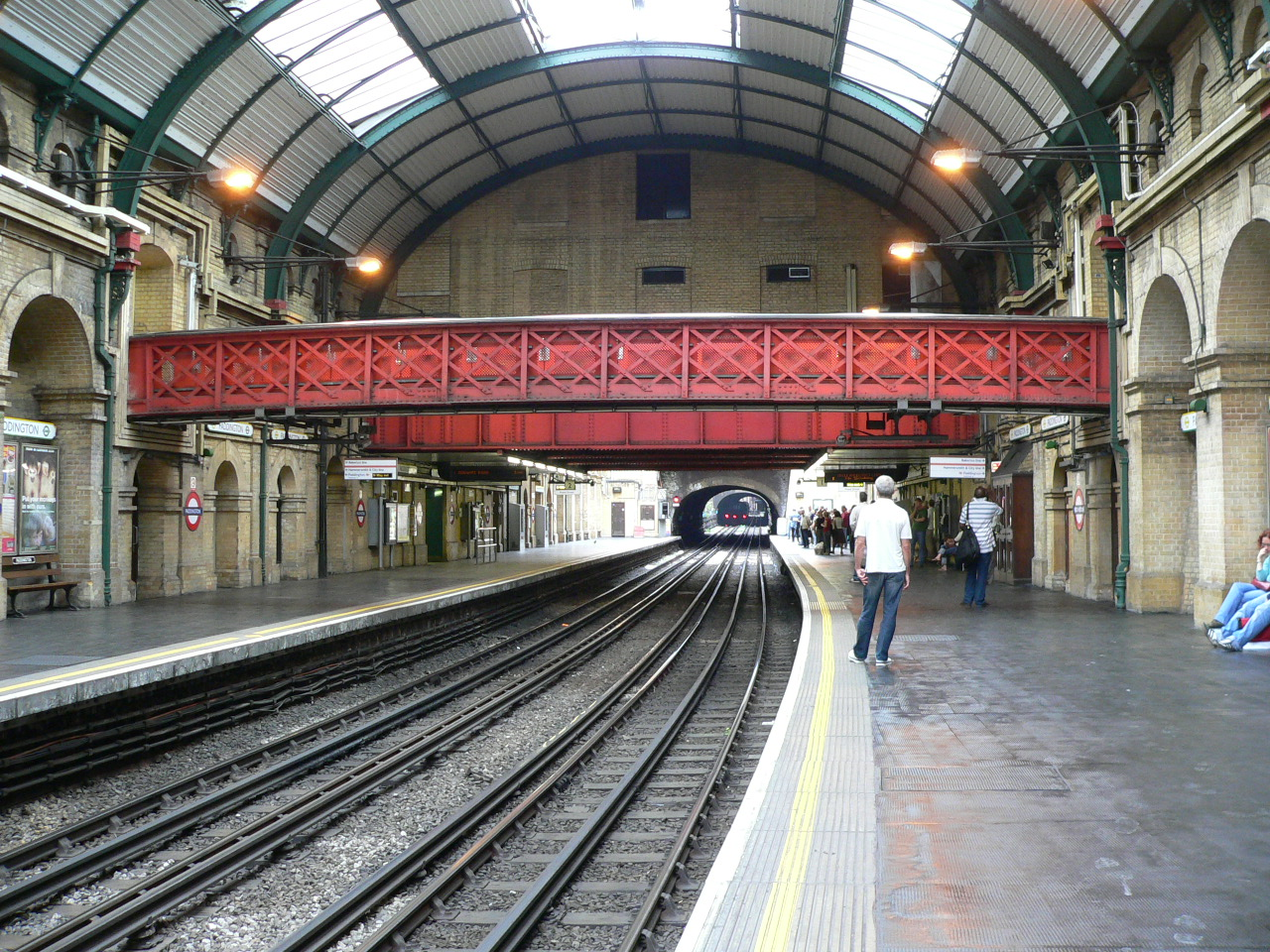
Andanes de Paddington.

| Estació           | Línies                                         | Ubicació               | Zona  | Data obertura                              |
| ----------------- | ---------------------------------------------- | ---------------------- | ----- | ------------------------------------------ |
| Paddington        | District, Circle, Bakerloo, Hammersmith & City | Ciutat de Westminster  | 1     | 1854, 10 de gener de 1863                  |
| Park Royal        | Piccadilly                                     | Ealing                 | 3     | 23 de juny de 1903, 6 de juliol de 1931[B] |
| Parsons Green     | District                                       | Hammersmith and Fulham | 2     | 1 de març de 1880                          |
| Perivale          | Central                                        | Ealing                 | 4     | 2 de maig de 1904, 30 de juny de 1947      |
| Piccadilly Circus | Bakerloo, Piccadilly                           | Ciutat de Westminster  | 1     | 10 de març de 1906                         |
| Pimlico           | Victoria                                       | Ciutat de Westminster  | 1     | 14 de setembre de 1972                     |
| Pinner            | Metropolitan                                   | Harrow                 | 5     | 25 de maig de 1885                         |
| Plaistow          | District, Hammersmith & City                   | Newham                 | 3     | 31 de març de 1858, 2 de juny de 1902      |
| Pontoon Dock      | DLR (ramal London City Airport)                | Newham                 | 3     | 2 de desembre de 2005                      |
| Poplar            | DLR                                            | Tower Hamlets          | 2     | 21 d'agost de 1987                         |
| Preston Road      | Metropolitan                                   | Brent                  | 4     | 21 de maig de 1908, 3 de gener de 1932[B]  |
| Prince Regent     | DLR (ramal Beckton)                            | Newham                 | 3     | 28 de març de 1994                         |
| Pudding Mill Lane | DLR (ramal Stratford)                          | Newham                 | 2 & 3 | 15 de gener de 1996                        |
| Putney Bridge     | District                                       | Hammersmith and Fulham | 2     | 1 de març de 1880                          |

## Q

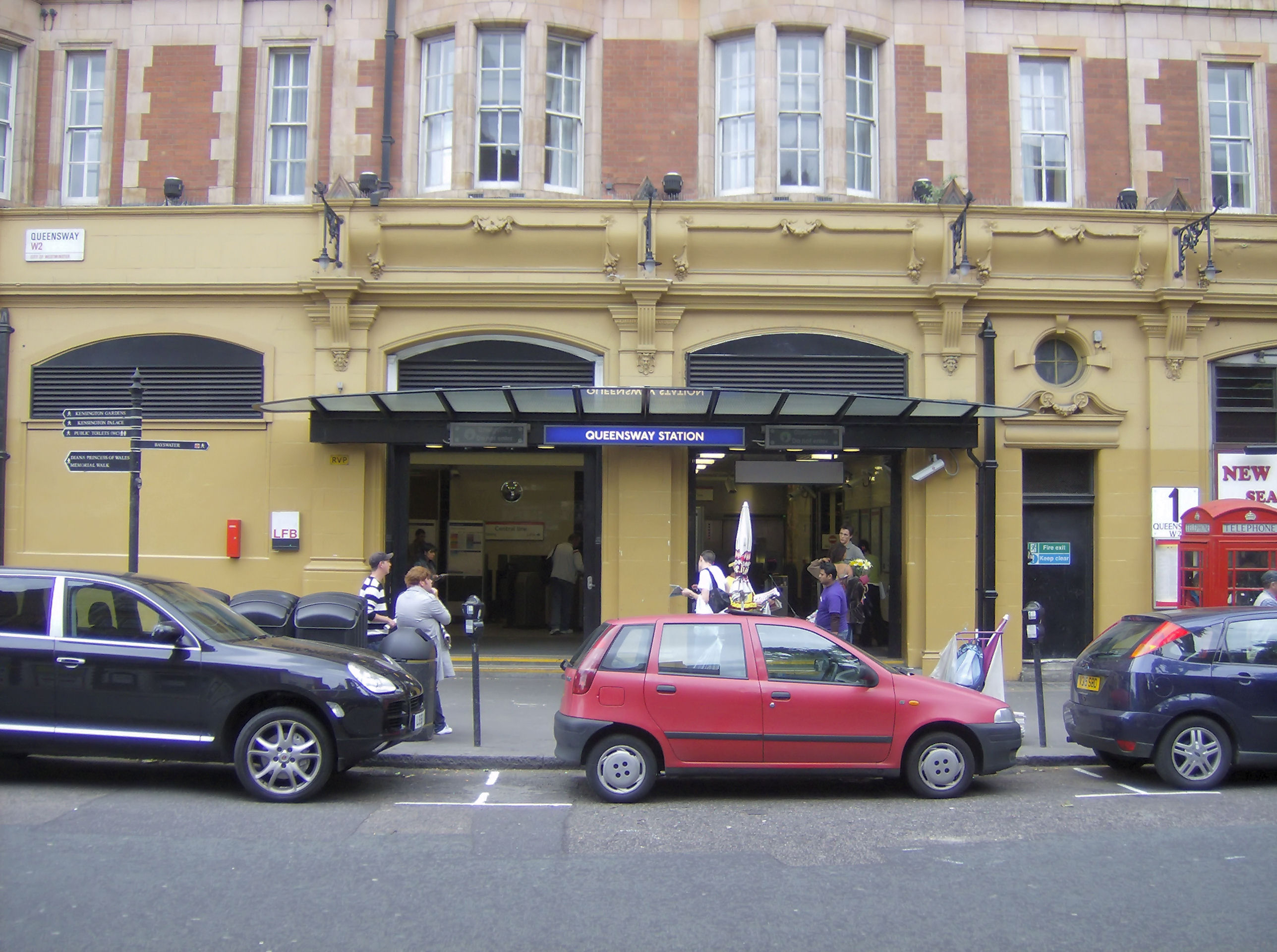
Queensway reconstrucció del 2005.

| Estació      | Línies   | Ubicació              | Zona | Data obertura                           |
| ------------ | -------- | --------------------- | ---- | --------------------------------------- |
| Queen's Park | Bakerloo | Brent                 | 2    | 2 de juny de 1879, 11 de febrer de 1915 |
| Queensbury   | Jubilee  | Brent                 | 4    | 16 de desembre de 1934                  |
| Queensway    | Central  | Ciutat de Westminster | 1    | 30 de juliol de 1900                    |

## R

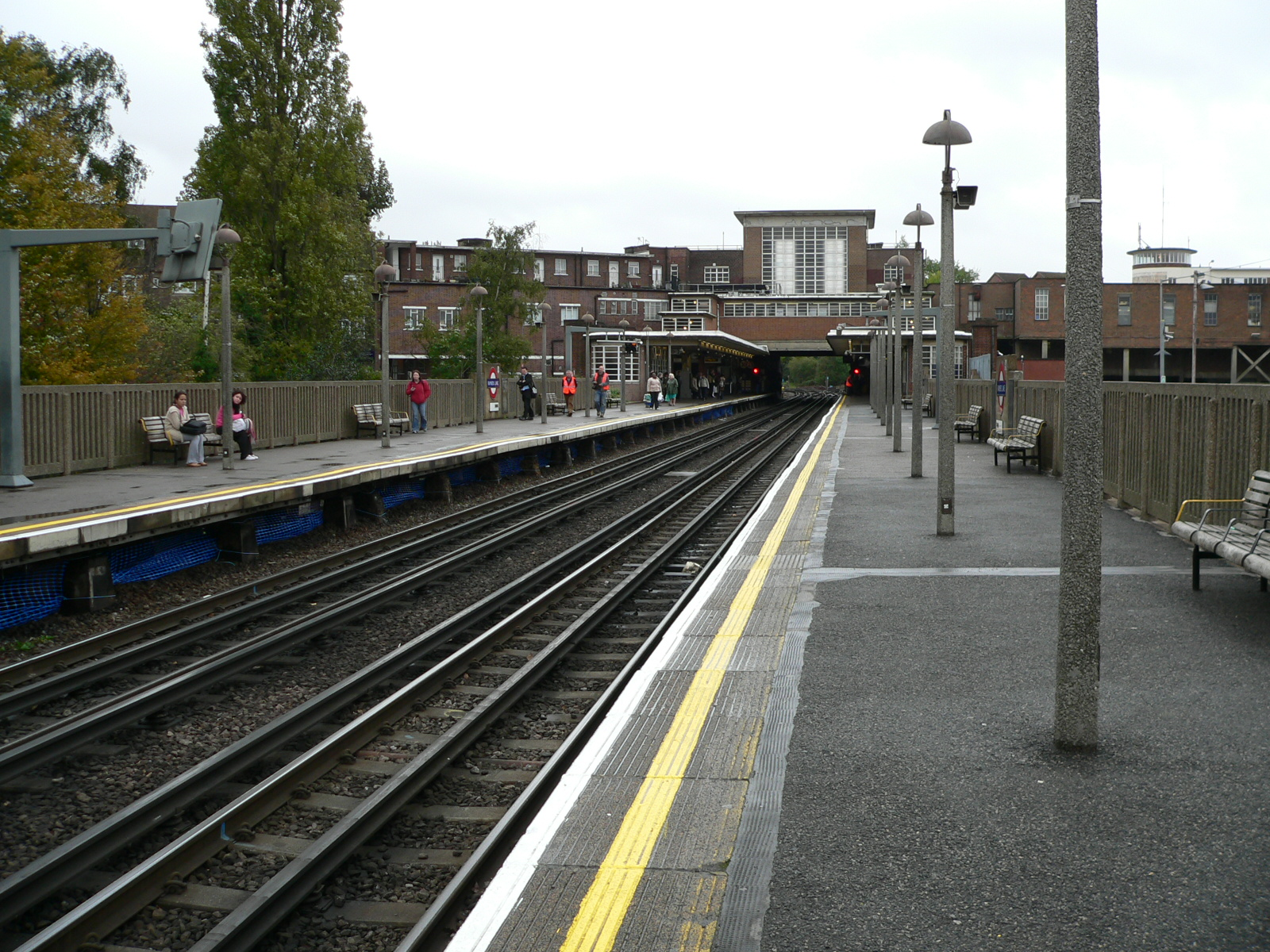
Rayners Lane, mirant a l'est.

| Estació          | Línies                   | Ubicació               | Zona | Data obertura                               |
| ---------------- | ------------------------ | ---------------------- | ---- | ------------------------------------------- |
| Ravenscourt Park | District                 | Hammersmith and Fulham | 2    | 1 de gener de 1873, 1 de juny de 1877       |
| Rayners Lane     | Metropolitan, Piccadilly | Harrow                 | 5    | 26 de maig de 1906                          |
| Redbridge        | Central                  | Redbridge              | 4    | 14 de desembre de 1947                      |
| Regent's Park    | Bakerloo                 | Ciutat de Westminster  | 1    | 10 de març de 1906                          |
| Richmond         | District                 | Richmond               | 4    | 27 de juliol de 1846, 1 de juny de 1877     |
| Rickmansworth    | Metropolitan             | Three Rivers           | 7    | 1 de setembre de 1887                       |
| Roding Valley    | Central                  | Redbridge              | 4    | 3 de febrer de 1936, 21 de novembre de 1948 |
| Rotherhithe      | East London[A]           | Southwark              | 2    | 7 de desembre de 1869, 1 d'octubre de 1884  |
| Royal Albert     | DLR (ramal Beckton)      | Newham                 | 3    | 28 de març de 1994                          |
| Royal Oak        | Hammersmith & City       | Ciutat de Westminster  | 2    | 4 de juny de 1838, 30 d'octubre de 1871     |
| Royal Victoria   | DLR (ramal Beckton)      | Newham                 | 3    | 28 de març de 1994                          |
| Ruislip          | Metropolitan, Piccadilly | Hillingdon             | 6    | 4 de juliol de 1904                         |
| Ruislip Gardens  | Central                  | Hillingdon             | 5    | 9 de juliol de 1934, 29 de novembre de 1948 |
| Ruislip Manor    | Metropolitan, Piccadilly | Hillingdon             | 6    | 5 d'agost de 1912                           |
| Russell Square   | Piccadilly               | Camden                 | 1    | 15 de desembre de 1906                      |

## S

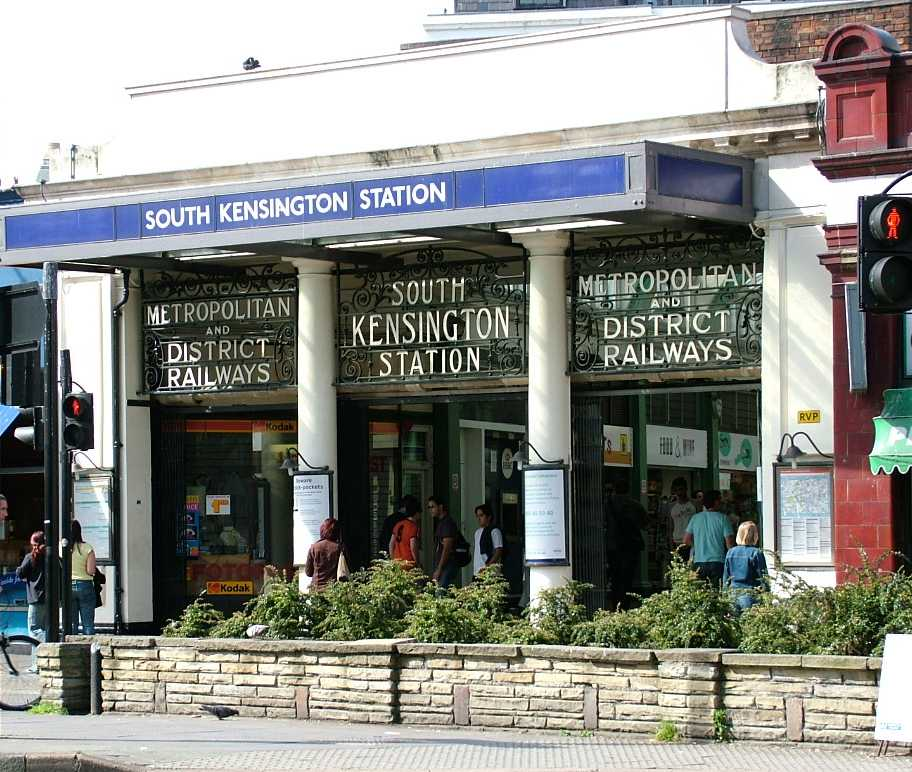
South Kensington.

| Estació                | Línies                                  | Ubicació               | Zona  | Data obertura                                               |
| ---------------------- | --------------------------------------- | ---------------------- | ----- | ----------------------------------------------------------- |
| Seven Sisters          | Victoria                                | Haringey               | 3     | 22 de juliol de 1872, 1 de setembre de 1968                 |
| Shadwell               | East London[A], DLR (ramal Bank)        | Tower Hamlets          | 2     | 10 d'abril de 1876, 1 d'octubre de 1884, 31 d'agost de 1987 |
| Shepherd's Bush        | Central                                 | Hammersmith and Fulham | 2     | 30 de juliol de 1900                                        |
| Shepherd's Bush Market | Hammersmith & City                      | Hammersmith and Fulham | 2     | 1 d'abril de 1914                                           |
| Sloane Square          | District, Circle                        | Kensington and Chelsea | 1     | 24 de desembre de 1868                                      |
| Snaresbrook            | Central                                 | Redbridge              | 4     | 22 d'agost de 1856, 14 de desembre de 1947                  |
| South Ealing           | Piccadilly                              | Ealing                 | 3     | 1 de maig de 1883                                           |
| South Harrow           | Piccadilly                              | Harrow                 | 5     | 28 de juny de 1903                                          |
| South Kensington       | District, Piccadilly, Circle            | Kensington and Chelsea | 1     | 24 de desembre de 1868                                      |
| South Kenton           | Bakerloo                                | Brent                  | 4     | 3 de juliol de 1933                                         |
| South Quay             | DLR (ramal Lewisham)                    | Tower Hamlets          | 2     | 31 d'agost de 1987                                          |
| South Ruislip          | Central                                 | Hillingdon             | 5     | 1 de maig de 1908, 23 de novembre de 1948                   |
| South Wimbledon        | Northern                                | Merton                 | 3 & 4 | 13 de setembre de 1926                                      |
| South Woodford         | Central                                 | Redbridge              | 4     | 22 d'agost de 1856, 14 de desembre de 1947                  |
| Southfields            | District                                | Wandsworth             | 3     | 3 de juny de 1889                                           |
| Southgate              | Piccadilly                              | Enfield                | 4     | 13 de març de 1933                                          |
| Southwark              | Jubilee                                 | Southwark              | 1     | 24 de setembre de 1999                                      |
| St. James's Park       | District, Circle                        | Ciutat de Westminster  | 1     | 24 de desembre de 1868                                      |
| St. John's Wood        | Jubilee                                 | Ciutat de Westminster  | 2     | 20 de novembre de 1939                                      |
| St. Paul's             | Central                                 | Ciutat de Londres      | 1     | 30 de juliol de 1900                                        |
| Stamford Brook         | District                                | Hammersmith and Fulham | 2     | 1 de febrer de 1912                                         |
| Stanmore               | Jubilee                                 | Harrow                 | 5     | 10 de desembre de 1932                                      |
| Stepney Green          | District, Hammersmith & City            | Tower Hamlets          | 2     | 23 de juny de 1902                                          |
| Stockwell              | Northern, Victoria                      | Lambeth                | 2     | 18 de desembre de 1890                                      |
| Stonebridge Park       | Bakerloo                                | Brent                  | 3     | 15 de juny de 1912, 16 d'abril de 1917                      |
| Stratford              | Central, DLR (ramal Stratford), Jubilee | Newham                 | 3     | 1839, 4 de desembre de 1946, 31 d'agost de 1987             |
| Sudbury Hill           | Piccadilly                              | Ealing, Harrow         | 4     | 28 de juny de 1903                                          |
| Sudbury Town           | Piccadilly                              | Brent, Ealing          | 4     | 28 de juny de 1903                                          |
| Surrey Quays           | East London[A]                          | Southwark              | 2     | 7 de desembre de 1869, 1 d'octubre de 1884                  |
| Swiss Cottage          | Jubilee                                 | Camden                 | 2     | 20 de novembre de 1939                                      |

## T

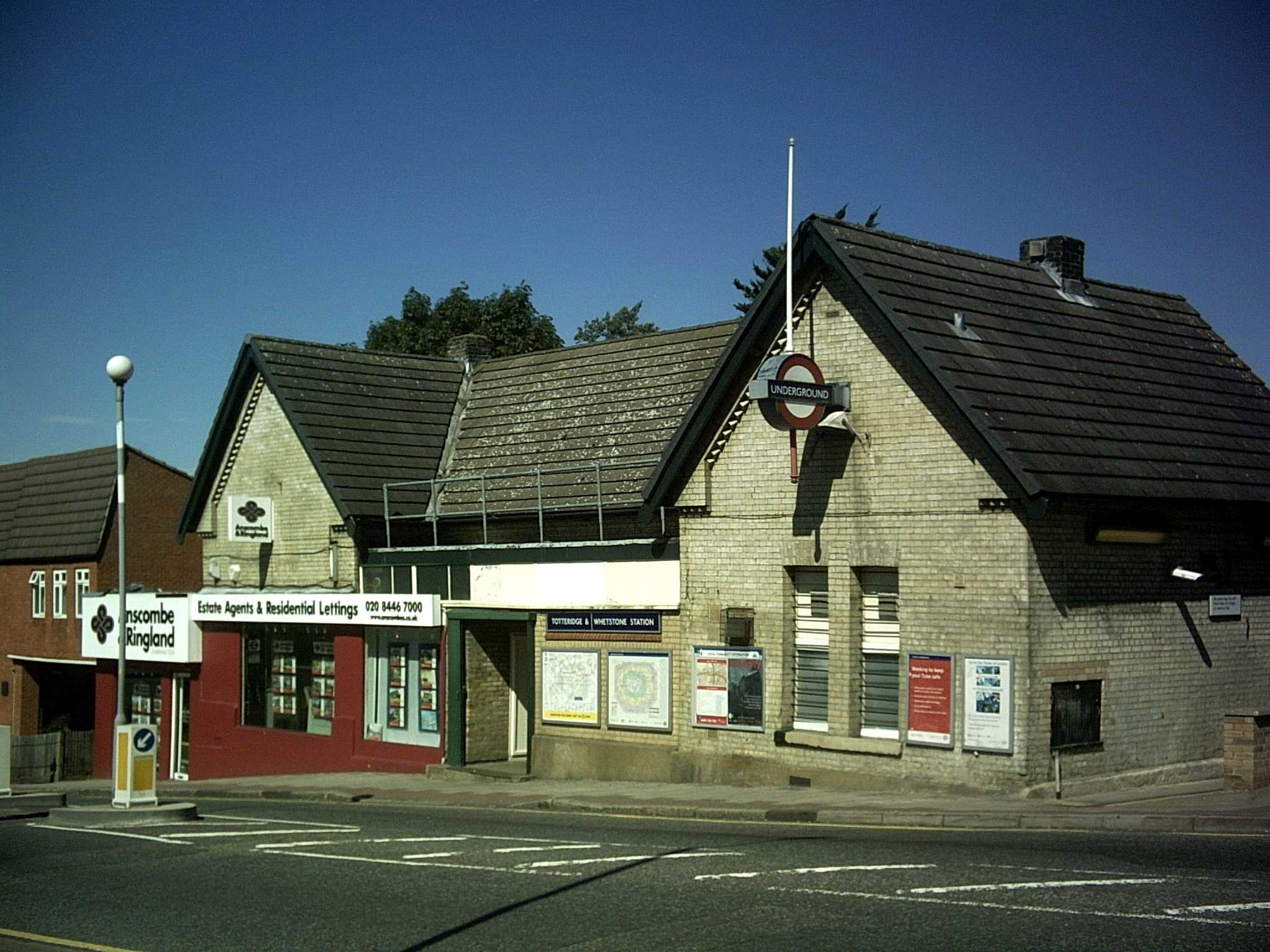
Totteridge and Whetstone sembla una estació rural.

| Estació                | Línies               | Ubicació              | Zona  | Data obertura                                                                        |
| ---------------------- | -------------------- | --------------------- | ----- | ------------------------------------------------------------------------------------ |
| Temple                 | District, Circle     | Ciutat de Westminster | 1     | 30 de maig de 1870                                                                   |
| Theydon Bois           | Central              | Epping Forest         | 6     | 24 d'abril de 1865, 25 de setembre de 1949                                           |
| Tooting Bec            | Northern             | Wandsworth            | 3     | 13 de setembre de 1926                                                               |
| Tooting Broadway       | Northern             | Wandsworth            | 3     | 13 de setembre de 1926                                                               |
| Tottenham Court Road   | Central, Northern    | Ciutat de Westminster | 1     | 30 de juliol de 1900                                                                 |
| Tottenham Hale         | Victoria             | Haringey              | 3     | 15 de setembre de 1840, 1 de setembre de 1968                                        |
| Totteridge & Whetstone | Northern             | Barnet                | 4     | 1 d'abril de 1872, 14 d'abril de 1940                                                |
| Tower Gateway          | DLR (ramal Bank)     | Ciutat de Londres     | 1     | 31 d'agost de 1987                                                                   |
| Tower Hill             | District, Circle     | Tower Hamlets         | 1     | 25 de setembre de 1882, 12 d'octubre de 1884[B] 5 de febrer de 1967[B] lloc original |
| Tufnell Park           | Northern             | Islington             | 2     | 22 de juny de 1907                                                                   |
| Turnham Green          | District, Piccadilly | Hounslow              | 2 & 3 | 1 de gener de 1869, 1 de juny de 1877                                                |
| Turnpike Lane          | Piccadilly           | Haringey              | 3     | 19 de setembre de 1932                                                               |

## U

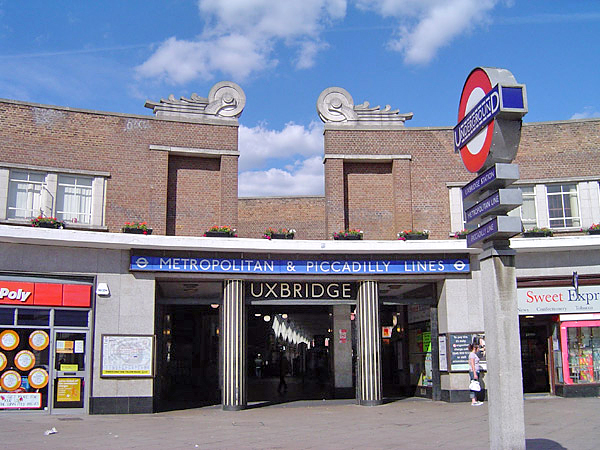
Estació d'Uxbridge.

| Estació          | Línies                       | Ubicació             | Zona | Data obertura                                 |
| ---------------- | ---------------------------- | -------------------- | ---- | --------------------------------------------- |
| Upminster        | District                     | Havering             | 6    | 1 de maig de 1885, 2 de juny de 1902          |
| Upminster Bridge | District                     | Havering             | 6    | 17 de desembre de 1934                        |
| Upney            | District                     | Barking and Dagenham | 4    | 12 de setembre de 1932                        |
| Upton Park       | District, Hammersmith & City | Newham               | 3    | 1877, 2 de juny de 1902                       |
| Uxbridge         | Metropolitan, Piccadilly     | Hillingdon           | 6    | 4 de juliol de 1904, 4 de desembre de 1938[B] |

## V

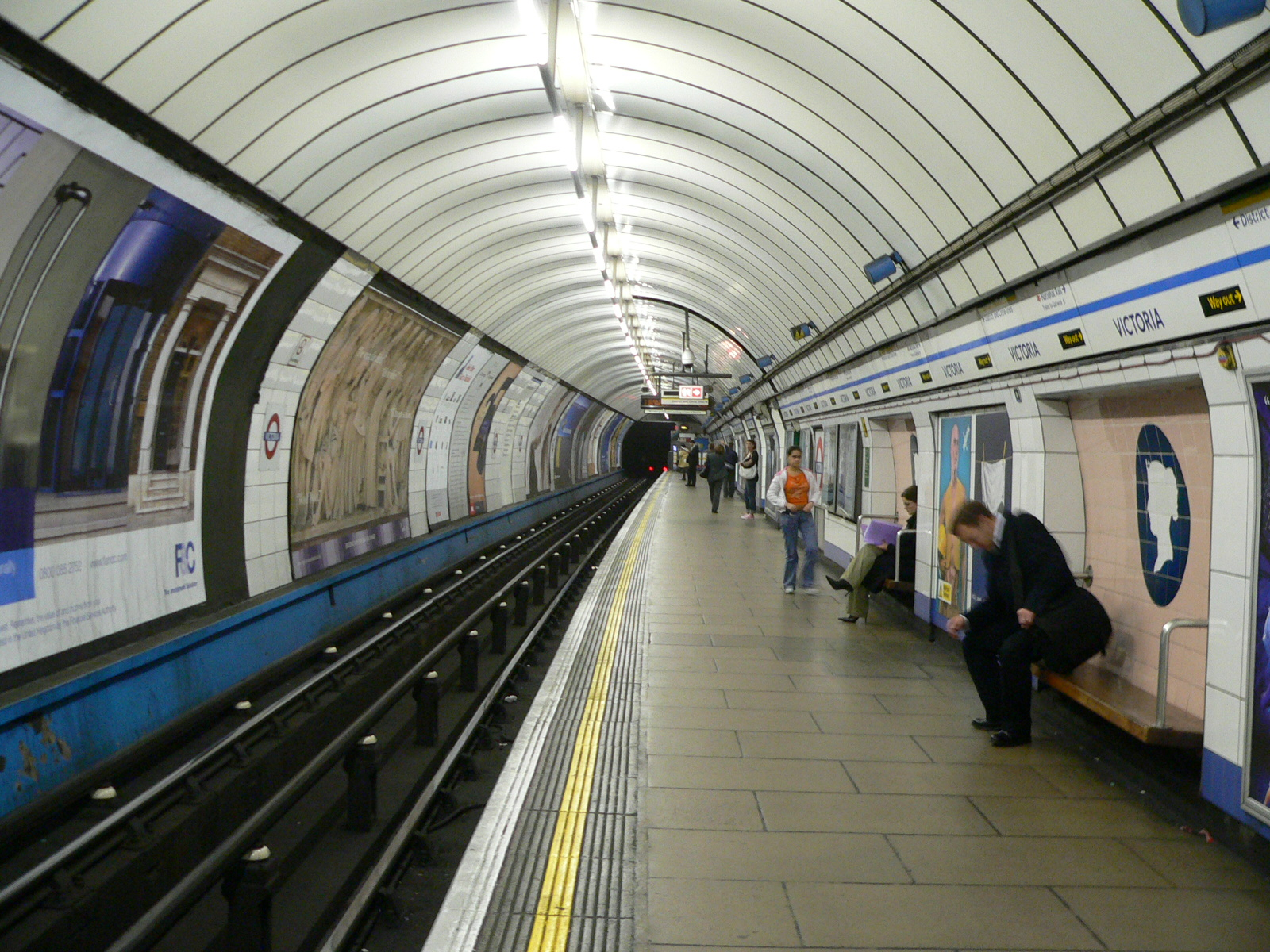
la plataforma sud de Victoria.

| Estació  | Línies                     | Ubicació              | Zona  | Data obertura                              |
| -------- | -------------------------- | --------------------- | ----- | ------------------------------------------ |
| Vauxhall | Victoria                   | Lambeth               | 1 & 2 | 11 de juliol de 1848, 23 de juliol de 1971 |
| Victoria | District, Circle, Victoria | Ciutat de Westminster | 1     | 1862, 24 de desembre de 1868               |

## W

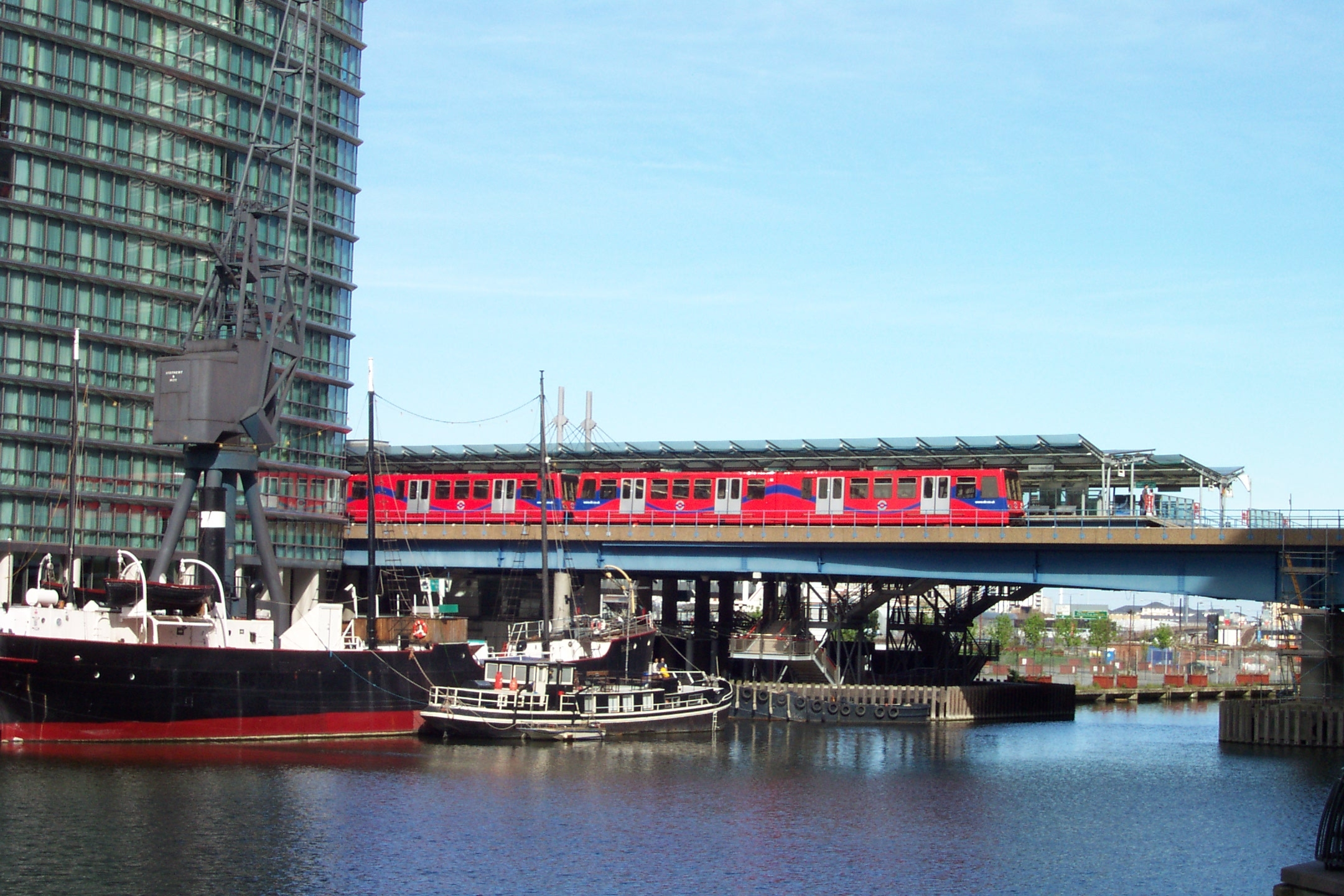
West India Quay construïda sobre un pont.

| Estació             | Línies                                       | Ubicació               | Zona  | Data obertura                                |
| ------------------- | -------------------------------------------- | ---------------------- | ----- | -------------------------------------------- |
| Walthamstow Central | Victoria                                     | Waltham Forest         | 3     | 26 d'abril de 1870, 1 de setembre de 1968    |
| Wanstead            | Central                                      | Redbridge              | 4     | 14 de desembre de 1947                       |
| Wapping             | East London[A]                               | Tower Hamlets          | 2     | 7 de desembre de 1869, 1 d'octubre de 1884   |
| Warren Street       | Northern, Victoria                           | Camden                 | 1     | 22 de juny de 1907                           |
| Warwick Avenue      | Bakerloo                                     | Ciutat de Westminster  | 2     | 31 de gener de 1915                          |
| Waterloo            | Waterloo & City, Bakerloo, Northern, Jubilee | Lambeth                | 1     | 11 de juliol de 1848, 10 de març de 1906     |
| Watford             | Metropolitan                                 | Watford                | 7     | 2 de novembre de 1925                        |
| Wembley Central     | Bakerloo                                     | Brent                  | 4     | 1842, 16 d'abril de 1917                     |
| Wembley Park        | Metropolitan, Jubilee                        | Brent                  | 4     | 12 de maig de 1894                           |
| West Acton          | Central                                      | Ealing                 | 3     | 5 de novembre de 1923                        |
| West Brompton       | District                                     | Kensington and Chelsea | 2     | 1866, 12 d'abril de 1869                     |
| West Finchley       | Northern                                     | Barnet                 | 4     | 1 de març de 1933, 14 d'abril de 1940        |
| West Ham            | District, Hammersmith & City, Jubilee        | Newham                 | 3     | 1901, 2 de juny de 1902                      |
| West Hampstead      | Jubilee                                      | Camden                 | 2     | 30 de juny de 1879                           |
| West Harrow         | Metropolitan                                 | Harrow                 | 5     | 17 de novembre de 1913                       |
| West India Quay     | DLR (ramal Lewisham)                         | Tower Hamlets          | 2     | 31 d'agost de 1987                           |
| West Kensington     | District                                     | Hammersmith and Fulham | 2     | 9 de setembre de 1874                        |
| West Ruislip        | Central                                      | Hillingdon             | 6     | 2 d'abril de 1906, 21 de novembre de 1948    |
| West Silvertown     | DLR (ramal London City Airport)              | Newham                 | 3     | 2 de desembre de 2005                        |
| Westbourne Park     | Hammersmith & City                           | Ciutat de Westminster  | 2     | 1 de febrer de 1866, 31 d'octubre de 1871[B] |
| Westferry           | DLR (ramal Bank)                             | Tower Hamlets          | 2     | 31 d'agost de 1987                           |
| Westminster         | District, Circle, Jubilee                    | Ciutat de Westminster  | 1     | 24 de desembre de 1868                       |
| White City          | Central                                      | Hammersmith and Fulham | 2     | 23 de novembre de 1947                       |
| Whitechapel         | District, East London[A], Hammersmith & City | Tower Hamlets          | 2     | 10 d'abril de 1876, 1 d'octubre de 1884      |
| Willesden Green     | Jubilee                                      | Brent                  | 2 & 3 | 24 de novembre de 1879                       |
| Willesden Junction  | Bakerloo                                     | Brent                  | 3     | 1866, 10 de maig de 1915                     |
| Wimbledon           | District                                     | Merton                 | 3     | 21 de maig de 1838, 3 de juny de 1889        |
| Wimbledon Park      | District                                     | Merton                 | 3     | 3 de juny de 1889                            |
| Wood Lane           | Hammersmith and City                         | Hammersmith and Fulham | 2     | 12 d'octubre de 2008                         |
| Wood Green          | Piccadilly                                   | Haringey               | 3     | 19 de setembre de 1932                       |
| Woodford            | Central                                      | Redbridge              | 4     | 22 d'agost de 1856, 14 de desembre de 1947   |
| Woodside Park       | Northern                                     | Barnet                 | 4     | 1 d'abril de 1872, 12 d'abril de 1940        |